# 塞巴斯蒂安·凯尔
塞巴斯蒂安·凯尔（德語：Sebastian Kehl，1980年2月13日—），德国足球員，可司职中場或後衛，曾經效力德甲球會多蒙特。

## 生平
凯尔早年出身於德國的小型班球會，目前效力于德甲多特蒙德。凯尔早在2001年入選德國國家足球隊，乃2002年世界杯亞軍和2006世界盃季軍成員。

## 外部連結
- 塞巴斯蒂安·凯尔个人网站 （页面存档备份，存于）

| 體育角色      | 體育角色                 | 體育角色 |
| ------------- | ------------------------ | -------- |
| 前任： 禾恩斯 | 多蒙特隊長 2008年–2014年 | 繼任：   |